# Artem Łesiuk
Artem Jurijowycz Łesiuk (ukr. Артем Юрійович Лесюк, ur. 30 listopada 1996) – ukraiński judoka. Olimpijczyk z Tokio 2020, gdzie zajął siódme miejsce w wadze ekstralekkiej.
Uczestnik mistrzostw świata w 2017, 2018, 2019 i 2021. Startował w Pucharze Świata w latach 2016-2019. Piąty na mistrzostwach Europy w 2018 i 2020 roku.

## Letnie Igrzyska Olimpijskie 2020
| Konkurencja | Eliminacje         | Eliminacje                     | Eliminacje            | Repasaże                   | Klas. końcowa |
| Konkurencja | Przeciwnik I       | Przeciwnik II                  | 1/4                   | Przeciwnik I               | Miejsce       |
| ----------- | ------------------ | ------------------------------ | --------------------- | -------------------------- | ------------- |
| 60 kg       | José Ramos (GUA) Z | Sharafuddin Lutfillaev (UZB) Z | Luka Mkheidze (FRA) P | Tornike Tsjakadoea (NED) P | 7.            |